# 威氏疣鱗魨
威氏鱗魨為輻鰭魚綱魨形目鱗魨亞目鱗魨科的其中一種，分布於中太平洋東部海域，為熱帶海水魚，體長可達13.1公分，棲息在底層水域，生活習性不明。